# Swag (album)
Swag – siódmy album studyjny kanadyjskiego piosenkarza Justina Biebera, wydany 11 lipca 2025 nakładem Def Jam Recordings. Swag jest kontynuacją szóstego albumu studyjnego Biebera, Justice i jego drugiej EP-ki Freedom, które zostały wydane wiosną 2021 roku.

## Tło i promocja
W styczniu 2023 roku, pierwszy raz ogłoszono, że Bieber skupia się nad siódmym albumem studyjnym, po tym jak w maju 2022 oznajmił że album jest prawie ukończony. Brytyjski piosenkarz Ed Sheeran i żona Biebera, Hailey Bieber, obaj mówili o nowych piosenkach z albumu. 31 stycznia 2024 roku, Bieber zapostował serie zdjęć jego i innych muzyków w studiu nagraniowym.
Bieber spędził pierwszą połowę 2025 roku udostępniając na jego koncie na Instagramie zdjęcia, na których pracował nad nową muzyką, a także publikując tajemnicze wiadomości na jego innych mediach społecznościowych. Oficjalnie skończył nagrywać album w kwietniu 2025 roku w Islandii.
10 lipca 2025 roku, pojawiły się billboardy ze słowem "SWAG" w Los Angeles i Reykjavík. Na innym billboardzie na Times Square na Manhattanie, na których była 20-piosenkowa tracklista siódmego albumu studyjnego Biebera, Swag.

## Lista utworów
1. "All I Can Take"
2. "Daisies"
3. "Yukon"
4. "Go Baby" (z Britney Spears)
5. "Things You Do"
6. "Butterflies"
7. "Way It Is" (z Gunna)
8. "First Place"
9. "Soulful" (z Druski)
10. "Walking Away"
11. "Glory Voice Memo"
12. "Devotion" (z Dijon)
13. "Dadz Love" (z Lil B)
14. "Therapy Session" (z Druski)
15. "Sweet Spot" (z Sexyy Red)
16. "Standing on Business" (z Druski)
17. "405"
18. "Swag" (z Cash Cobain and Eddie Benjamin)
19. "Zuma House"
20. "Too Long"
21. "Forgiveness" (wykonane przez Marvina Winansa)